# Bandera de Canarias
La bandera de Canarias es oficial en esta comunidad autónoma española desde 1982 por la Ley Orgánica 10/1982 del 10 de agosto sobre el Estatuto de Autonomía de Canarias.
En el actual Estatuto de Autonomía de Canarias se expone, en su artículo 7:

«La bandera de Canarias está formada por tres franjas iguales en sentido vertical, cuyos colores son, a partir del asta, blanco, azul y amarillo».

Se pueden encontrar versiones de la bandera con la inclusión del escudo oficial en el centro, pero no existe legislación alguna que lo ampare, por lo que solo se puede considerar su uso como ceremonial o institucional y de gala, pero de una manera totalmente alegal. 

## Significado
Aunque la Ley Orgánica 10/1982 del 10 de agosto del Gobierno de Canarias no establece oficialmente el significado de los colores de la bandera, tradicionalmente se asume que este deriva de la combinación de los colores de las dos actuales banderas de las provincias marítimas de Canarias; la de Tenerife (blanco y azul) y la de Gran Canaria (azul y amarillo), siendo el orden de los colores según la disposición geográfica de ambas, es decir, el blanco a la izquierda, que se corresponde con el oeste y con Tenerife, el amarillo a la derecha que se identifica con el este y Gran Canaria, y el azul (que comparten ambas) en el centro. En la actualidad, las islas de Tenerife y Gran Canaria siguen utilizando los colores de sus respectivas provincias marítimas como banderas insulares.
Asimismo, en el Boletín Oficial de Canarias núm. 237, del 2 de diciembre de 2005, se aprobó la actualización del Manual de Identidad Corporativa Gráfica del Gobierno de Canarias. En dicho manual se especifican, en el Capítulo I, las proporciones del ancho de la bandera y el tipo de amarillo y azul oficiales de los colores de esta. También se incluyen en este manual dos versiones de la bandera de Canarias como identidad de la comunidad autónoma: la versión sin escudo, que corresponde con la descripción dada en el Estatuto de Autonomía, y la versión que incluye el escudo de Canarias en el centro de la bandera.

## Colores
Los colores de la bandera de Canarias especificados por el Gobierno de Canarias son los siguientes:

|          | Pantone         | Modelo CMYK | Modelo CMYK | Modelo CMYK | Modelo CMYK | Modelo RGB | Modelo RGB | Modelo RGB | Colores Web |
| Color    | Identificación  | C           | M           | Y           | K           | R          | G          | B          | Código HTML |
| -------- | --------------- | ----------- | ----------- | ----------- | ----------- | ---------- | ---------- | ---------- | ----------- |
| Blanco*  | No especificado | 0 %         | 0 %         | 0 %         | 0 %         | 255        | 255        | 255        | #FFFFFF     |
| Azul     | 3005            | 100 %       | 35 %        | 0 %         | 0 %         | 7          | 104        | 169        | #0768A9     |
| Amarillo | 7406            | 0 %         | 20 %        | 100 %       | 0 %         | 255        | 204        | 0          | #FFCC00     |

*El blanco, al no estar especificado exactamente, se asume ser blanco puro.

## Historia
A lo largo de la historia, ha habido diferentes enseñas para representar al archipiélago canario:

### Estandarte real de las islas Canarias

Estandarte real de las islas Canarias con un diseño similar a la actual bandera canaria, excepto por la inclusión de la cruz roja o colorada

El estandarte real de las islas Canarias también llamada «bandera general» podría considerarse la primera bandera representativa de las islas Canarias. El estandarte es una muestra de su vinculación con la Monarquía Española. El Estandarte Real fue entregado por el regidor Pedro de Vergara al alférez mayor de Tenerife Francisco de Valcárcel el 17 de enero de 1561, "de tafetán blanco y azul y amarillo e con una cruz colorada", coincidiendo los tres primeros colores con los de la actual bandera canaria, lo que sólo puede calificarse de asombrosa casualidad histórica. El mismo alférez mayor recibió unos días más tarde el estandarte real, de tafetán rojo y punta larga, que tenía por un lado la imagen de la Virgen de Candelaria (patrona de Canarias) y por el otro las armas reales, así como el guion real con las armas de Castilla bordadas en oro, plata y seda, con guarnición amarilla.

### Bandera de la provincia marítima de Canarias

Enseña de la antigua provincia marítima de Canarias y actual contraseña de la provincia marítima de Tenerife

Esta bandera fue aprobada por Real Orden de 30 de julio de 1845, dada en Madrid y firmada por el capitán general de la Armada Ramón Romay. Dicha bandera constaba de una cruz de San Andrés o cruz de Borgoña blanca sobre fondo azul. Esta bandera sirvió de matrícula marítima del archipiélago con base en el Puerto de Santa Cruz de Tenerife. Debido a que la provincia Marítima de Canarias se dividió el 27 de noviembre de 1867 en dos nuevas provincias marítimas: las de Gran Canaria y Tenerife, esta bandera se ha mantenido hasta la actualidad para la provincia Marítima de Tenerife. En 1989 esta bandera con una ligera variación en una tonalidad de azul más oscuro, fue adoptada oficialmente como bandera de la isla de Tenerife.

### Bandera del Ateneo

La bandera del Ateneo

La primera bandera canaria de la que se tiene constancia de su diseño ondea por primera vez a inicios del siglo XX, en el Ateneo de La Laguna (Tenerife). Esta bandera sería adoptada en 1927 por el Partido Nacionalista Canario, fundado en Cuba, apareciendo en la primera portada de la publicación nacionalista "El Guanche", editada en La Habana. Erróneamente, en ocasiones se ha atribuido esta bandera a Secundino Delgado. En ella se representan las siete islas Canarias en forma de estrellas blancas, colocadas sobre fondo azul de acuerdo a la posición geográfica de las mismas.

### Bandera tricolor

La bandera adoptada por el Movimiento Canarias Libre

La bandera propuesta por el MPAIAC

En 1961 el movimiento Canarias Libre, crea una bandera canaria uniendo los colores de las banderas de las provincias marítimas de Tenerife y Gran Canaria utilizando franjas verticales. Su diseño se le atribuye a María del Carmen Sarmiento, Jesús Cantero y Arturo Cantero. Dicha bandera sería lanzada en Teror (Gran Canaria) en la víspera de la festividad de la Virgen del Pino, y sería utilizada en las reivindicaciones del Movimiento Canarias Libre. Esta bandera lograría una rápida difusión y aceptación entre la población, aunque ya desligada de toda reivindicación política, gracias a la identificación de los canarios con los colores de las banderas de las provincias marítimas, aspa o cruz de Borgoña blanca sobre azul marino (provincia marítima de Tenerife) y amarillo y azul marino en diagonal (provincia marítima de Las Palmas). Dichos pares de colores son, además, los utilizados por los equipos de fútbol más representativos de Canarias, el Club Deportivo Tenerife y la Unión Deportiva Las Palmas.
La bandera oficial de la comunidad autónoma de Canarias es una adaptación de este diseño, haciendo las tres franjas de igual anchura.
En 1964 el Movimiento por la Autodeterminación e Independencia del Archipiélago Canario (MPAIAC) creó una bandera canaria con los colores blanco, azul celeste y amarillo, y con siete estrellas verdes. Dicha bandera simbolizaría en un principio "la lucha por la independencia y el socialismo". El diseño de la nueva bandera se le atribuye a Antonio Cubillo, líder del MPAIAC. Esa bandera será la adoptada por el movimiento independentista canario a partir de la segunda mitad de la década de 1960, y es la que actualmente asumen la práctica totalidad de las organizaciones independentistas. Se le ha achacado a estas bandera el color verde de las estrellas a lo que Cubillo respondió que eran "el color verde esmeralda de la esperanza de nuestro mar y nada que ver con la negritud o la arabización (por la estrella de Marruecos), aduciendo además que este color está presente en los movimientos pan-amazig, formando Canarias parte del Movimiento Latino-Ibérico-Bereber(...) pues nuestro sustrato dominante es bereber aún siendo claramente latinos occidentales."
Posteriormente esta bandera sería adoptada por otras organizaciones políticas que no se definen como independentistas, como Unión del Pueblo Canario, Partido Comunista de Canarias o Izquierda Unida Canaria, así como el sindicato Intersindical Canaria. También es la bandera más utilizada por la población canaria en actos como manifestaciones, aunque estas no sean de carácter independentista.

## Banderas de los Cabildos Insulares

Bandera de El Hierro
Bandera de La Palma
Bandera de La Gomera
Bandera de Tenerife
Bandera de Gran Canaria
Bandera de Fuerteventura
Bandera de Lanzarote